# نوووموسکوفسک، اوکراین
نوووموسکوفسک (به اوکراینی: Новомосковськ) شهری در استان دنیپروپتروفسک در کشور اوکراین است. جمعیت این شهر ۷۰,۲۳۰ نفر (۲۰۲۱ تخمینی)است.

## نگارخانه

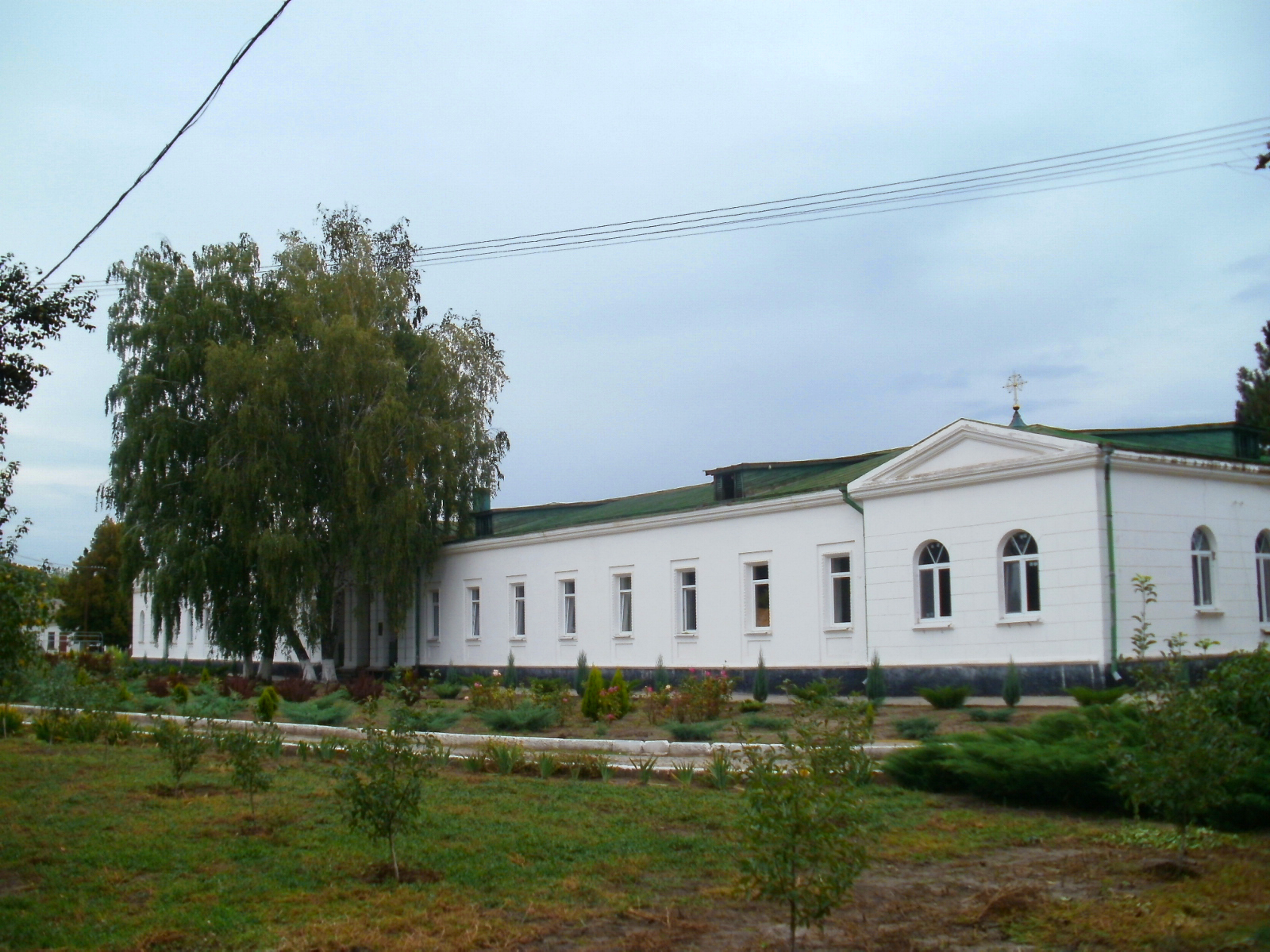
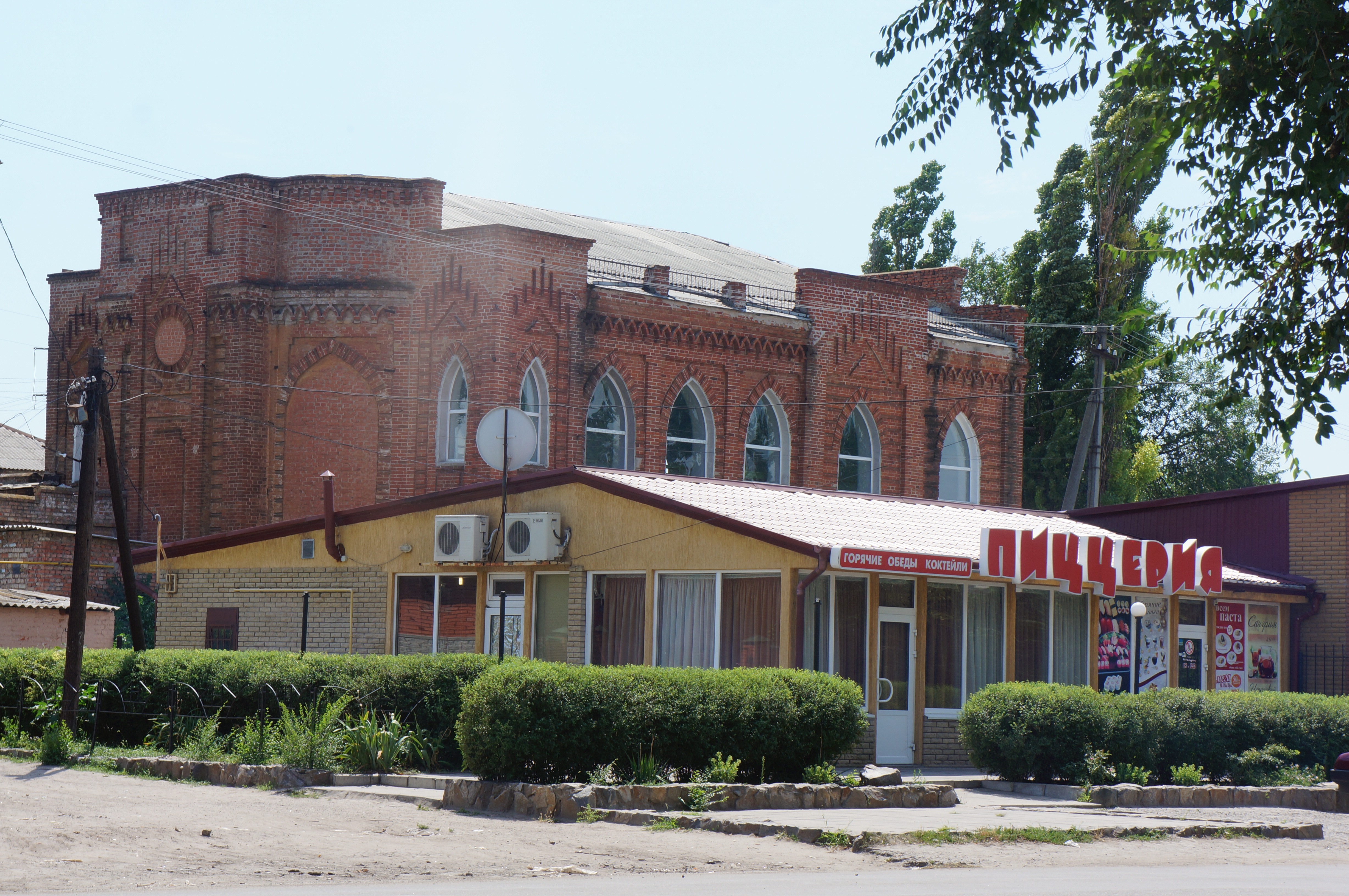
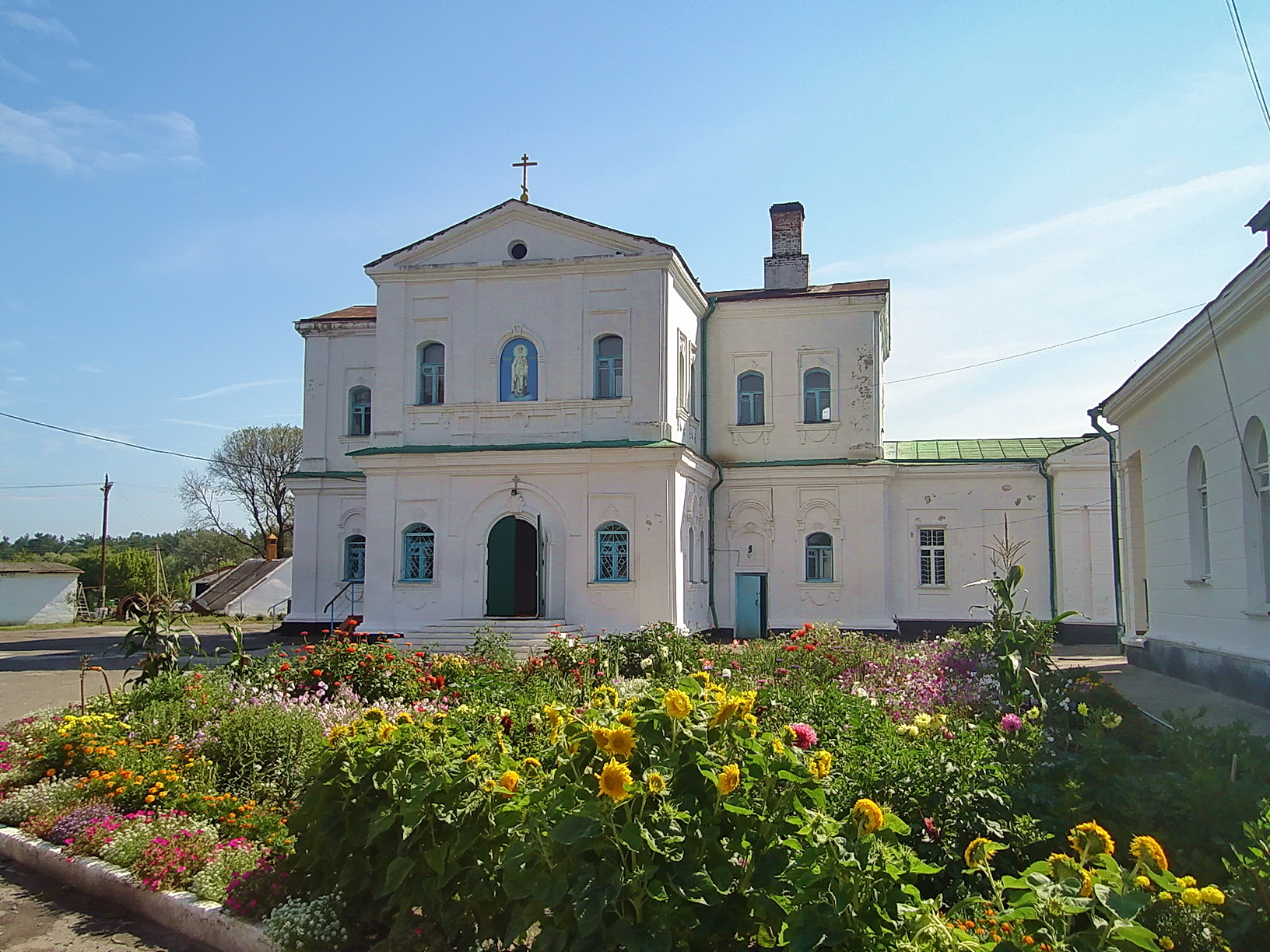
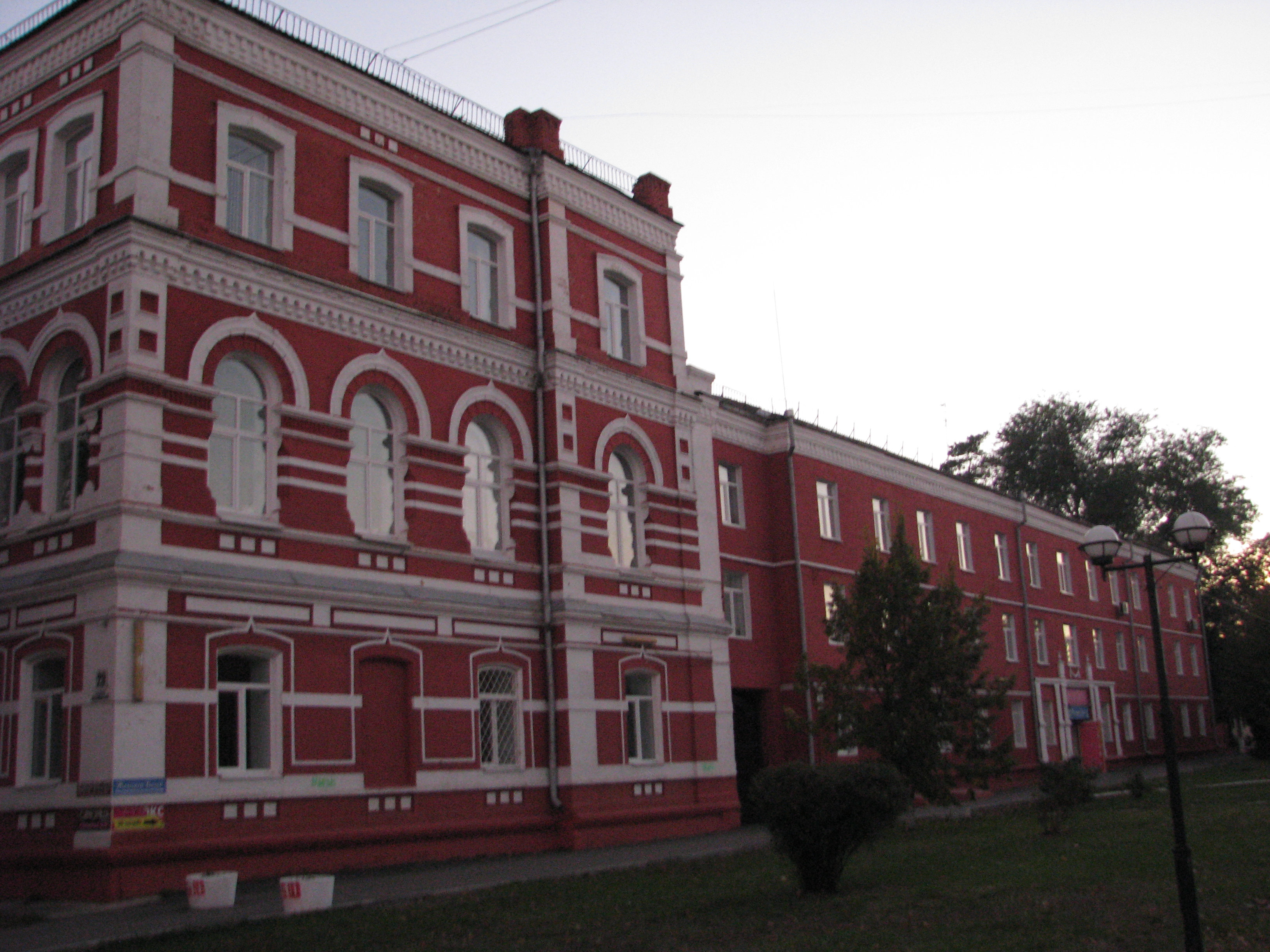
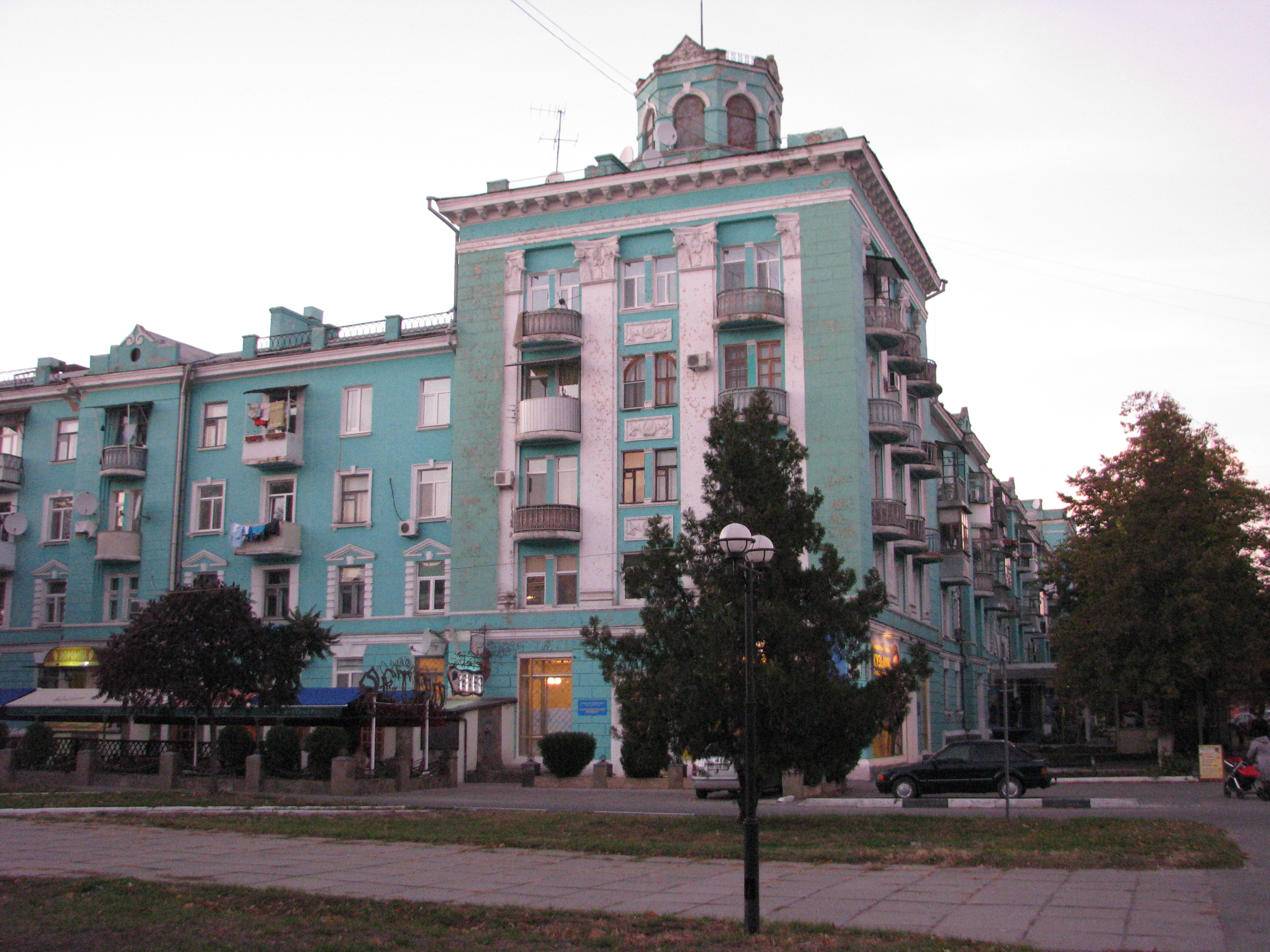
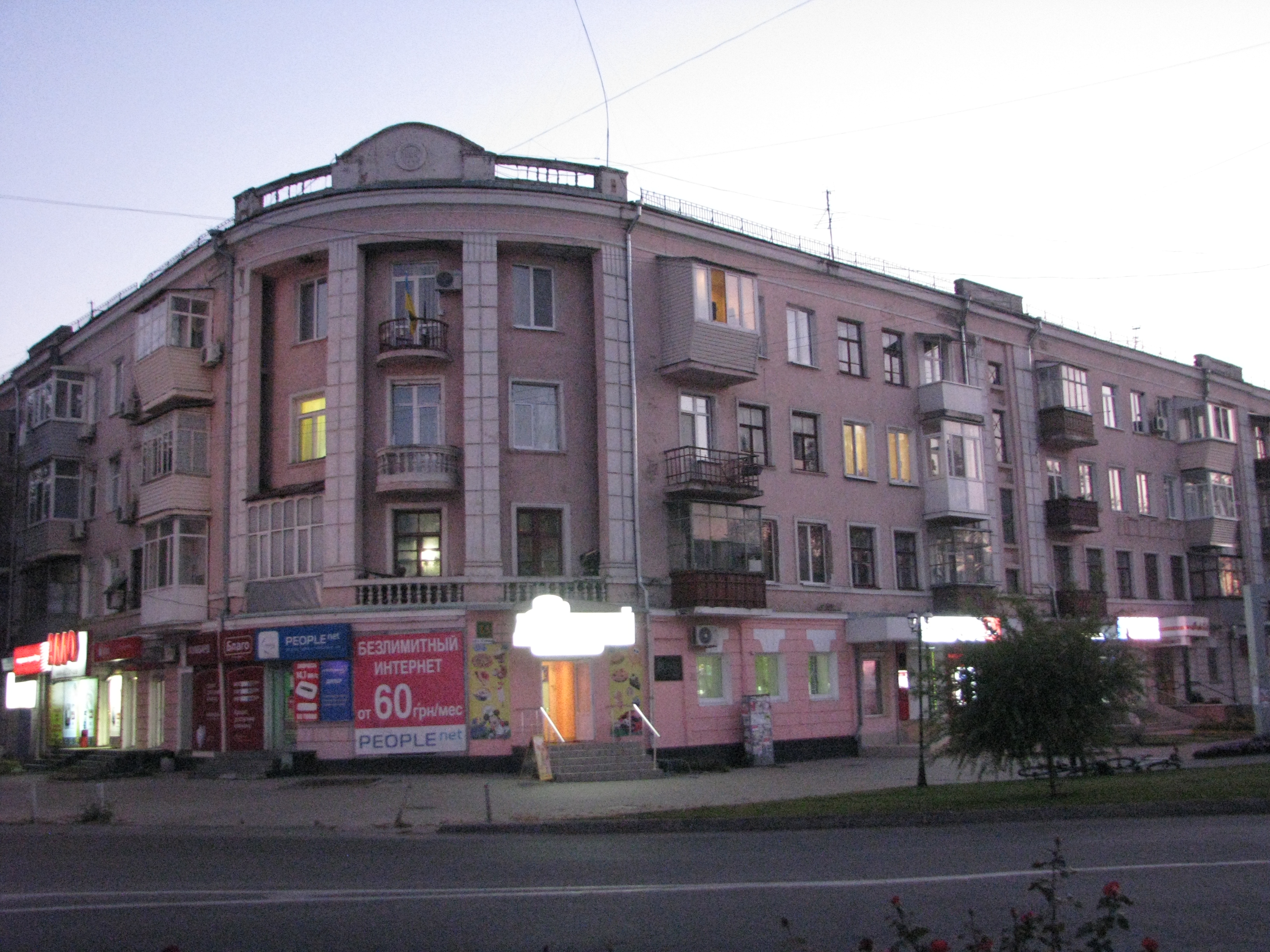